# Gymnogyps kofordi
Gymnogyps kofordi is een uitgestorven condor die in het Pleistoceen in Noord-Amerika leefde. De soort is nauw verwant aan de Californische condor.

## Fossiele vondst
Een fossiele rechter tarsometatarsus van Gymnogyps kofordi is gevonden in Leisey Shell, onderdeel van de Bermont-formatie in de Amerikaanse staat Florida. De vondst dateert uit het Vroeg-Pleistoceen (NALMA Irvingtonian) met een ouderdom van tussen de 1,8 miljoen en 300.000 jaar.